# 페초라만
페초라만(러시아어: Печорская губа)은 바렌츠해에 있는 만이다. 페초라강이 흘러들어간다. 말로제멜스카야 툰드라와 볼셰제멜스카야 툰드라가 페초라만에 접해 있다.